# آیدین (کوزان)
آیدین (به ترکی استانبولی: Aydın) یک منطقهٔ مسکونی در ترکیه است که در قوزان (ترکیه) واقع شده‌است.